# Comuna Hovorî, Vinkivți
Hovorî (în ucraineană Говори) este o comună în raionul Vinkivți, regiunea Hmelnîțkîi, Ucraina, formată din satele Hovorî (reședința) și Lomaciînți.

## Demografie
Componența lingvistică a comunei Hovorî
     Ucraineană (98,91%)
     Alte limbi (0,89%)
Conform recensământului din 2001, majoritatea populației comunei Hovorî era vorbitoare de ucraineană (98,91%), existând în minoritate și vorbitori de alte limbi.